# باکتری بیماری‌زا
https://doi.org/10.22037/afb.v11i1.43275
باکتری‌های بیماری‌زا باکتری‌هایی هستند که می‌توانند باعث بیماری شوند. این مقاله بر روی باکتری‌هایی تمرکز دارد که برای انسان بیماری‌زا هستند. بیشتر گونه‌های باکتری بی‌ضرر و گاه مفید هستند، اما سایر گونه‌ها می‌توانند باعث بیماری‌های عفونی شوند. تعداد گونه‌های بیماری‌زا در انسان کمتر از صد مورد برآورد می‌شود. در مقابل، چندین هزار گونه از باکتری‌ها، بخشی از فلور گوارشی موجود در دستگاه گوارش هستند.
بدن انسان به‌طور مداوم در معرض بسیاری از گونه‌های باکتری، از جمله باکتری‌های مفید روی پوست و غشاهای مخاطی و ساپروفیت‌ها که عمدتاً در خاک و در مواد پوسیده رشد می‌کنند، قرار دارد. خون و مایعات بافتی حاوی مواد مغذی کافی برای حفظ رشد بسیاری از باکتری‌ها هستند. بدن سازوکارهایی دفاعی دارد که آن را قادر می‌سازد در برابر تهاجم میکروبی به بافت‌های خود مقاومت کند و به آن یک ایمنی طبیعی یا مقاومت ذاتی در برابر بسیاری از میکروارگانیسم‌ها بدهد.
باکتری‌های بیماری‌زا به‌طور خاص سازگار شده و دارای مکانیسم‌هایی برای غلبه بر دفاع طبیعی بدن هستند و می‌توانند به قسمت‌هایی از بدن مانند خون که باکتری‌ها به‌طور معمول در آن یافت نمی‌شوند، حمله کنند. برخی از پاتوژن‌ها فقط به بافت پوششی پوست یا غشای مخاطی حمله می‌کنند، اما بسیاری از آن‌ها به مناطق عمیق‌تر رفته و در بافت‌ها پخش می‌شوند و توسط جریان‌های لنفاوی و خون منتشر می‌شوند. در برخی از موارد اندک، یک میکروب بیماری‌زا می‌تواند یک فرد کاملاً سالم را آلوده کند، اما عفونت معمولاً تنها در صورتی رخ می‌دهد که مکانیسم‌های دفاعی بدن در اثر یک بیماری ناتوان‌کنندهٔ زمینه‌ای مانند مسمومیت، لرز یا سوءتغذیه آسیب دیده و تضعیف شده باشد. یکی از بیماری‌هایی اصلی باکتریایی، سل است که توسط باکتری مایکوباکتریوم توبرکلوزیس ایجاد می‌شود و در سال ۲۰۱۹ باعث مرگ ۱٫۴ میلیون نفر، عموماً در جنوب صحرای آفریقا شد. باکتری‌های بیماری‌زا در سایر بیماری‌های مهم مانند ذات الریه که می‌تواند توسط باکتری‌هایی مانند استرپتوکوک، پنوموکوک و سودوموناس ایجاد شود و بیماری‌های منتقله از غذا که می‌تواند توسط باکتری‌هایی مانند شیگلا، کامپیلوباکتر و سالمونلا ایجاد شود، نقش دارند. باکتری‌های بیماری‌زا همچنین باعث عفونت‌هایی مانند کزاز، حصبه، دیفتری، سیفلیس و جذام می‌شوند. باکتری‌های بیماری‌زا همچنین عامل مرگ‌ومیر بالای نوزادان در کشورهای در حال توسعه هستند.
بیشتر باکتری‌های بیماری‌زا را می‌توان در آزمایشگاه کشت کرد و با رنگ‌آمیزی گرم و روش‌های دیگر شناسایی کرد. باکتری‌هایی که به این روش، کشت می‌شوند، به‌منظور تشخیص آنتی‌بیوتیک مؤثر، مورد آزمایش حساسیت به آنتی‌بیوتیک قرار می‌گیرند تا مشخص شود کدام آنتی‌بیوتیک، درمان مؤثری برای عفونت است.

## سازوکارهای بیماری‌زایی
علائم بیماری زمانی ظاهر می‌شوند که باکتری‌های بیماری‌زا به بافت‌های میزبان آسیب می‌زنند یا در عملکرد آن‌ها اختلال ایجاد می‌کنند. باکتری می‌تواند به‌طور مستقیم یا غیرمستقیم با تحریک و القای یک پاسخ ایمنی، به‌طور ناخواسته به سلول‌های میزبان آسیب بزند یا با آزاد کردن سموم میکروبی، به سلول‌های میزبان آسیب برساند.

### آسیب مستقیم
هنگامی که پاتوژن‌ها به سلول‌های میزبان متصل می‌شوند، می‌توانند باعث آسیب مستقیم شوند زیرا پاتوژن‌ها از سلول میزبان برای تأمین مواد مغذی استفاده می‌کنند و مواد زائد تولید می‌کنند. به‌عنوان مثال، استرپتوکوک موتانس، به‌عنوان جزئی از پلاک دندان، قند را متابولیزه می‌کند و اسید را به‌عنوان یک محصول زائد تولید می‌کند. اسید، سطح دندان را از بین می‌برد و باعث پوسیدگی دندان می‌شود.

### تولید سموم میکروبی

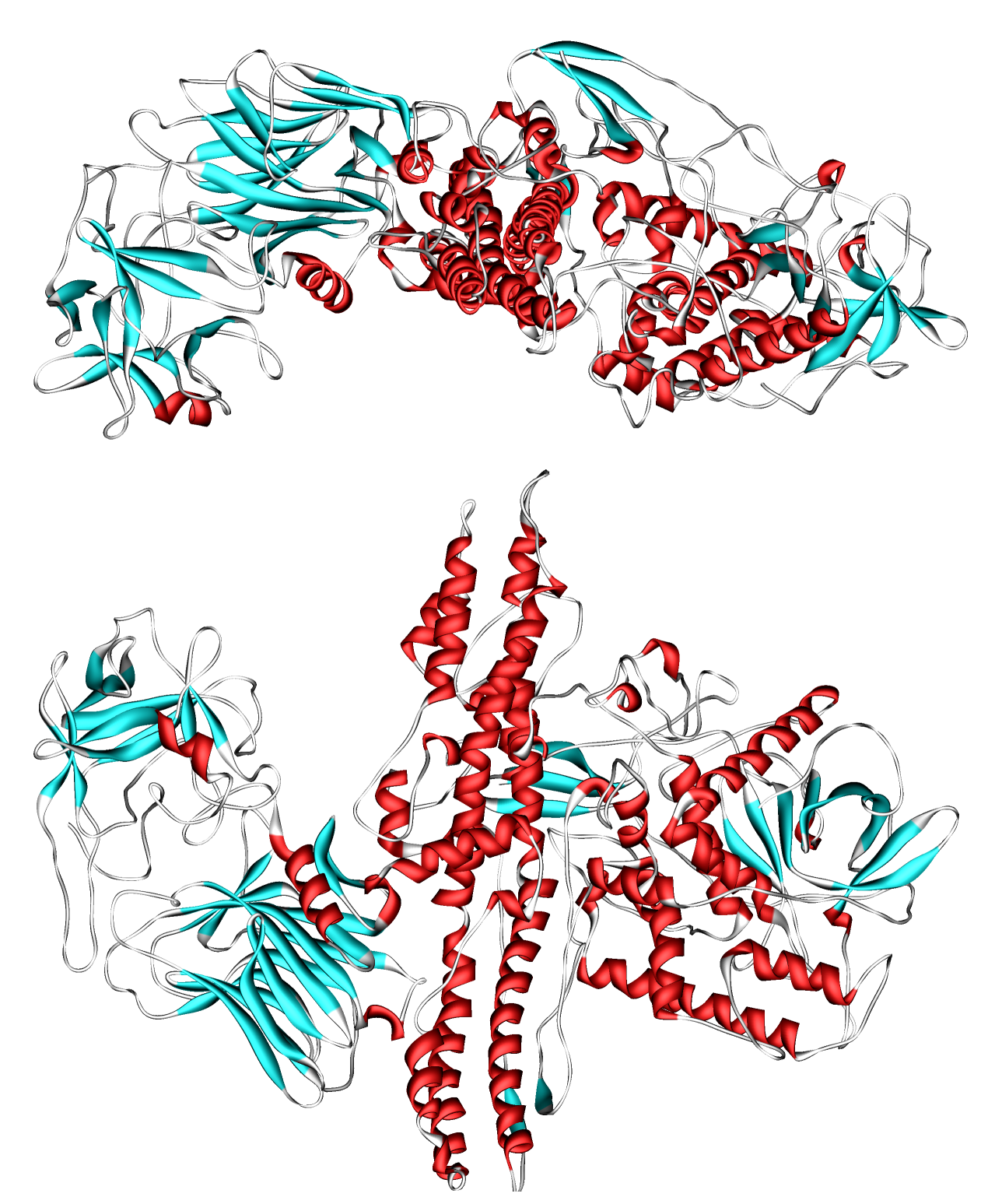
ساختار پروتئینی سم بوتولینوم

سموم میکروبی (اندوتوکسین‌ها) بخش‌های لیپیدی لیپوپلی‌ساکاریدها هستند که بخشی از غشای خارجی دیوارهٔ سلولی باکتری‌های گرم منفی هستند. هنگامی که باکتری لیز می‌شود، اندوتوکسین‌ها آزاد می‌شوند، به همین دلیل است که پس از درمان آنتی‌بیوتیکی، علائم می‌توانند در ابتدا بدتر شوند زیرا باکتری‌ها از بین می‌روند و اندوتوکسین‌های خود را آزاد می‌کنند. اگزوتوکسین‌ها در محیط اطراف ترشح می‌شوند یا زمانی‌که باکتری‌ها می‌میرند و با شکستن و تحلیل دیواره سلولی آزاد می‌شوند و به میزبان، آسیب وارد می‌شود.

### غیرمستقیم
پاسخ ایمنی بیش از حد یا نامناسب ناشی از عفونت، ممکن است به سلول‌های میزبان آسیب برساند.

## تشخیص[۱۳]
انسان و حیوانات دارای فلور طبیعی زیادی در بدن خود هستند که معمولاً بیماری ایجاد نمی‌کنند. بلکه تعادلی بین رشد، بقا و تکثیر خود و میزبان به‌وجود می‌آورند. گاهی برخی از باکتری‌های مهم بیماری‌زا مانند استرپتوکوکوس پنومونیه و استافیلوکوکوس اورئوس به‌طور معمول همراه با فلور طبیعی از محیط کشت جداسازی می‌شوند. برخی مواقع باکتری‌هایی که به‌طور مشخص بیماری‌زا هستند مانند سالمونلا تیفی در بدن حضور دارند ولی عفونت به‌صورت نهفته یا تحت بالینی است و میزبان به‌عنوان ناقل باکتری عمل می‌کند.
واکنش زنجیره‌ای پلیمراز (PCR) به‌منظور تکثیر توالی‌های خاصی از اسید نوکلئیک میکروارگانیسم از مایعات یا بافت‌های بدن میزبان به‌کار می‌رود. این روش جهت تعیین عامل بیماری‌ها کاربرد دارد.

## درمان
عفونت‌های باکتریایی را می‌توان با آنتی‌بیوتیک‌ها درمان کرد، که اگر باکتری‌ها را بکشند به‌عنوان مهارگر باکتری یا اگر فقط از رشد باکتری جلوگیری کنند، به‌عنوان باکتری‌کش طبقه‌بندی می‌شوند. انواع مختلفی از آنتی‌بیوتیک‌ها وجود دارد و هر کلاس از آن‌ها، فرآیندی ویژه را مهار می‌کند که در پاتوژن با آنچه در میزبان یافت می‌شود، متفاوت است. برای مثال، آنتی‌بیوتیک‌های کلرامفنیکل و تتراسایکلین بر ریبوزوم باکتریایی اثر گذاشته و آن را مهار می‌کنند اما ریبوزوم یوکاریوتی از نظر ساختاری متفاوت است و توسط این آنتی‌بیوتیک‌ها مهار نمی‌شوند، بنابراین آن‌ها سمیت انتخابی از خود نشان می‌دهند. آنتی‌بیوتیک‌ها هم در درمان بیماری‌های انسانی و هم در کشاورزی متمرکز برای رشد دام‌ها استفاده می‌شوند. هر دو نوع استفاده ممکن است به توسعهٔ سریع مقاومت آنتی‌بیوتیکی در جمعیت‌های باکتریایی کمک کنند. فاژ درمانی با استفاده از باکتریوفاژها می‌تواند برای درمان عفونت‌های باکتریایی خاص نیز استفاده شود.

## انتقال عفونت[۱۳]
باکتری‌ها و سایر میکروارگانیسم‌ها با محیط اطراف خود از جمله انسان‌ها و حیوانات سازگار شده‌اند و قادرند در میزبان به‌طور طبیعی ساکن گردند و زیست نمایند. به این دلیل بقای باکتری‌ها تضمین می‌گردد و احتمال انتقال آن‌ها نیز افزایش می‌یابد. با ایجاد عفونت بدون علامت بالینی یا بیماری خفیف، به‌جای نابودی میزبان میکروارگانیسم‌هایی که به‌طور طبیعی در بدن انسان‌ها زیست می‌نمایند توانایی انتقال خود از یک فرد به فرد دیگر را افزایش می‌دهند.
برخی از باکتری‌ها که به‌طور معمول در انسان بیماری ایجاد می‌کنند به‌طور اولیه در حیوانات وجود دارند و انسان‌ها را به‌طور اتفاقی آلوده می‌سازند به عنوان مثال گونه‌های سالمونلا و کمپیلوباکتر به‌طور مشخصی حیوانات را آلوده می‌سازند و از طریق فراورده‌های غذایی آن‌ها به انسان قابل انتقال هستن. برخی باکتری‌ها در اثر تصادف و بروز اشتباه قادر به ایجاد عفونت شدید در انسان هستند.
برای مثال یرسینیا پستیس عامل طاعون دارای چرخهٔ حیاتی است که به‌خوبی با جوندگان و کک‌های آن‌ها تطابق یافته‌است و انتقال آن به انسان از طریق کک‌ها اتفاقی است. باسیلوس آنتراسیس عامل سیاه‌زخم در محیط، زیست می‌نماید و گاهی موجب عفونت حیوانات می‌شود و همچنین از طریق فراورده‌هایی مانند پشم فرآوری‌نشده آن‌ها قابل انتقال به انسان هستند.
گونه‌های کلستریدیوم در محیط به‌صورت پراکنده وجود دارند و از طریق گوارشی یا آلوده شدن زخم‌ها با خاک مانند گانگرن گازی ناشی از کلوستریدیوم پرفرنژنس و کزاز ناشی از کلستریدیوم تتانی به انسان منتقل می‌گردد.
تظاهرات بالینی بیماری مانند اسهال، سرفه و ترشحات تناسلی حاصل از میکروارگانیسم‌ها اغلب موجب تسهیل انتقال آن‌ها می‌شوند.
ویبریو کلرا عامل بیماری وبا قادر به ایجاد اسهال شدید است و می‌تواند آب شور و شیرین را آلوده نماید. آب آشامیدنی و غذاهای دریایی مانند صدف و خرچنگ نیز ممکن است آلوده گردند. بلع آب و غذاهای دریایی آلوده می‌تواند منجر به ایجاد عفونت و بیماری شود.
بسیاری از باکتری‌ها از طریق پوست بین افراد منتقل می‌شوند. شایع‌ترین مسیر ورود باکتری‌ها به بدن مناطقی هستند مانند دستگاه‌های تنفس، گوارش، تناسلی و ادراری که در آن‌ها غشاهای مخاطی در مجاورت پوست قرار می‌گیرند. مناطق آسیب‌دیدهٔ غشاهای مخاطی و پوست مانند بریدگی سوختگی و سایر آسیب‌ها نیز مکان‌های شایع ورود عوامل بیماری‌زا هستند. پوست و سطوح مخاطی طبیعی و سالم به‌عنوان سد دفاعی اولیه علیه عفونت هستند و باکتری‌های بیماری‌زا جهت ایجاد بیماری باید بر این سد دفاعی غلبه نمایند.

## فرایند عفونت[۱۳]
در داخل بدن، باکتری‌ها پس از ورود، اتصال و جایگیری در مکان اولیهٔ عفونت، تکثیر می‌یابند؛ و به‌طور مستقیم از طریق بافت‌ها یا از طریق سیستم لنفاوی وارد جریان خون شده و منتشر می‌شوند. باکتریمی می‌تواند به‌صورت موقتی یا پایدار باشد. باکتریمی سبب می‌شود که باکتری‌ها به‌طور گسترده در بدن منتشر گردند و به بافت مناسب جهت تکثیر برسند.
یک مثالی از فرایند عفونی پنومونی پنوموکوکی است. استرپتوکوکوس پنومونیه از نازوفارنکس افراد سالم قابل جداسازی است. گاهی پنوموکوک‌ها از بخش نازوفارنکس به ریه‌ها آسپیره می‌گردند. این حالت به خصوص در افراد ضعیف یا در مواردی مانند کما که رفلکس طبیعی تهوع و سرفه دچار اختلال می‌گردد رخ می‌دهد. عفونت در فضاهای هوایی انتهایی ریه افرادی که فاقد آنتی‌بادی‌های حفاظت بخش می‌باشند علیه تب کپسول پلی ساکاریدی پنوکوکوک هستند ایجاد می‌شود.
فرایند عفونت در مورد وبا با بلع ویبریوکلرا جذب و گرایش آن به اپی تلیوم روده حرکت باکتری‌ها توسط یک فلاژل قطبی و نفوذ آن به لایه مخاطی سطح روده مشخص می‌گردد. اتصال ویبریوکلرا به سطح سلول‌های اپیتلیال از طریق پیلی و احتمالاً سایر فاکتورهای اتصالی میانجی‌گری می‌شود. تولید توکسین وبا منجر به جریان کلراید و آب به لومن روده و ایجاد اسهال و از دست دادن تعادل الکترولیتی می‌شود.
بدن حیوانات و انسان‌ها توسط فلور میکروبی زیادی کلونیزه می‌شوند که این کومنسال‌ها طبیعی بیماری ایجاد نکرده و برای میزبان حفاظت بخش نیز می‌باشند.
باکتری‌های بیماری‌زا از طرق مختلفی مثل فاکتورهای تسهیل‌کننده اتصال پایداری تهاجم و توکسین زایی بیماری ایجاد می‌کنند.
ژن‌های کدکننده فاکتورهای بیماری‌زایی ممکن است بر روی عناصر ژنتیکی متحرک مانند پلاسمیدها یا باکتریوفاژها حمل شوند یا بر روی جزایر بیماری‌زایی بزرگ در ژنوم باکتریایی واقع باشند.
پیلی ساختارهای مو مانند و میله ای هستند که اتصال به سلول میزبان را تسهیل می‌کنند.
تهاجم به سلول‌های میزبان مکانیسم پیچیده‌ای است که چندین پروتئین تسهیل‌کننده ورود نقش دارند.
توکسین‌های باکتریایی می نوانند به صورت خارج سلولی یا بخشی از غشا سلولی باکتریایی باشند. توکسین بوتولینوم قوی‌ترین توکسین شناخته شده در طبیعت است.
سایر مکانیسم‌های مهم در بقا و ویرولانس باکتری‌ها شامل آنزیم‌های تخریب‌کننده بافت عوامل ضد فاگوسیتی و توانایی کسب آهن است.
حداقل هفت نوع از سیستم‌های ترشح پروتئین در باکتری‌ها شناسایی شده‌است که کمپلکس‌های پروتئینی یا کانال‌های باکتریایی می‌باشند که انتقال پروتئین نهایی ساختاری یا توکسیک را پس از ترجمه از سلول باکتری تضمین می‌کند.